# Pornóapáti

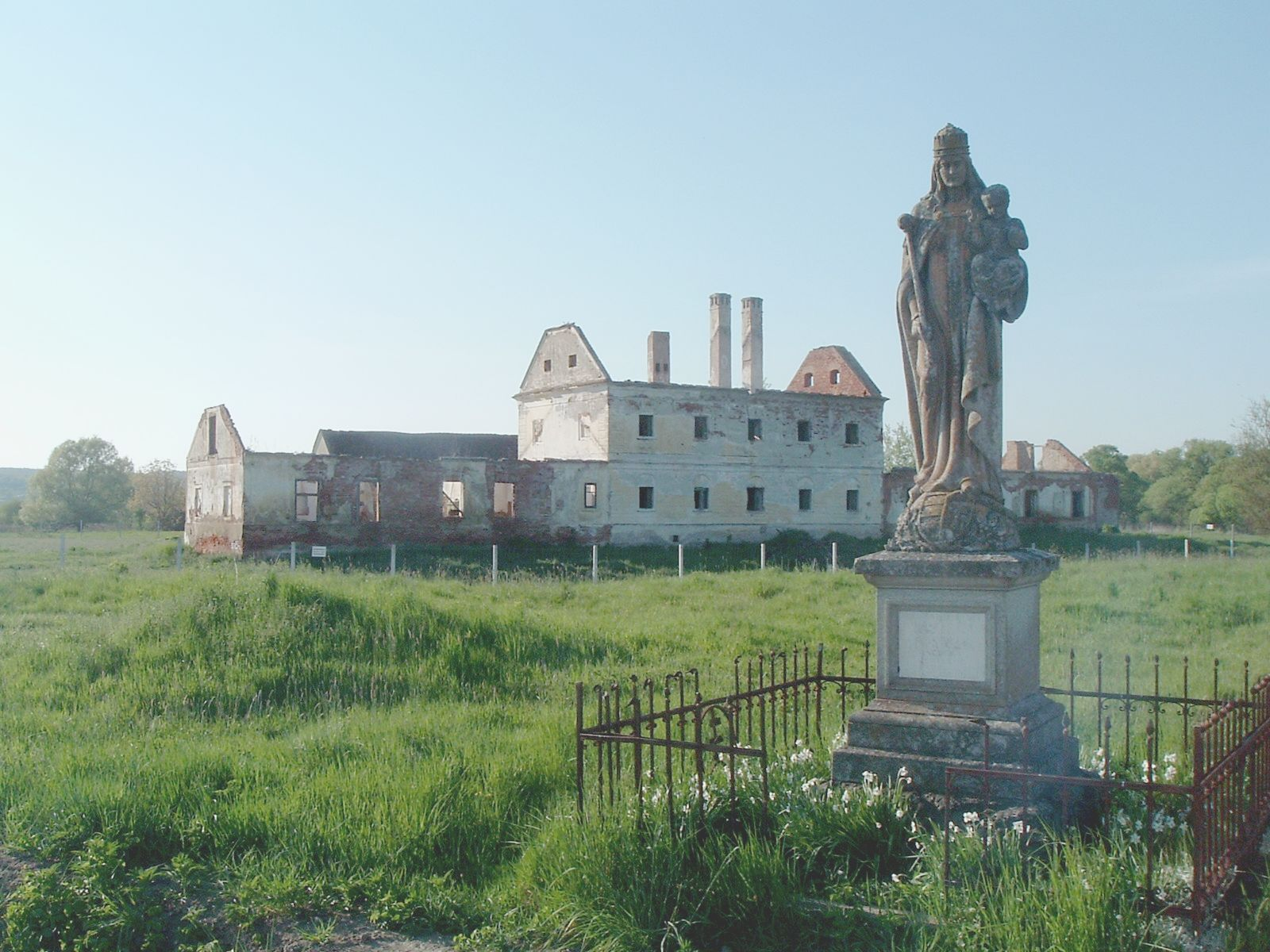
Ómajor az egykori kolostor helyén áll

Pornóapáti (1899-ig Pornó, németül Pernau, horvátul Pornova) község Vas vármegyében, a Szombathelyi járásban.

## Fekvése
A falu Szombathelytől 16 kilométerre délnyugatra fekszik, az osztrák határ mellett, a Pornóapáti-patak és a Pinka összefolyásánál. Határos települések Horvátlövő, Nárai, Ják, Abdalóc, Németlövő, Beled, valamint Pokolfalu.
Szombathely irányából az Újperinttől idáig húzódó 8713-as úton érhető el, Horvátlövővel és az attól északabbra fekvő határmenti községekkel pedig a 8714-es út köti össze. Vasútvonal nem érinti.

## Nevének eredete
Neve valószínűleg a szláv Pernovo helynévből származik, eredete ismeretlen. Névutótagja egykori ciszterci apátságára utal.

## Története
A község területén már a római korban villák lehettek. Ezt látszik igazolni a határában megtalált 4. századi latin feliratos római sírkő.
A települést 1221-ben Porno néven említik először. Apátságát 1221-ben alapította a Ják nembeli István nádor fia Chepan. Az apátság kegyura 1457-ben Ellerbach Bertold, majd a család kihalása után Bakócz Tamás lett. Bakócztól örökösei az Erdődyek birtokába szállt. A 16. században Kőszeg ostromakor a török teljesen elpusztította, de újjáépült. Az apátságot a török elleni védekezésül erődítménnyé építették ki, egykori vizesárkainak nyomai ma is láthatók. 1643-ban a jezsuiták kapták meg és a szentgotthárdi apátsághoz csatolták, majd feloszlatásuk után az Eszterháziaké és a Lichtenstein hercegeké lett. Az apátsági épületek maradványaiból épült a Pinkától nyugatra Ómajor, melynek gazdatiszti lakása falába befalazva található az egykori apátság 1612-ből való feliratos köve. A monostor a 18. század derekára teljesen elpusztult, temploma is olyan állapotba jutott, hogy 1799-ben le kellett bontani. A falu római katolikus temploma 1780-ban épült.
Vályi András szerint „PORNÓ. Bernau. Német falu Vas Vármegyében, földes Ura a’ Tudományi Kintstár, lakosai katolikusok, és másfélék is, fekszik Pinkavize mellett, Monyorókerékhez 3/4 mértföldnyire; Apátúrsága is van, határja középszerű, vagyonnyai külömbfélék, második osztálybéli.”
Fényes Elek így ír a községről: „Pornó, Pernau, német falu, Vas vmegyében, közel a Pinka vizéhez, ut. post. Szombathelyhez 2 óra, 506 kath. lak., paroch. templommal. Nevezetes e helység régi cistercita monostoráról és apátságáról, mellynek eredete 1235 esztendőre határoztatik; sőt már II. András szabadság-levelében 1221. arról emlités van: hogy István, egyetlen fia Istvánnak (Chebánnak) Magyarország nádorának igen istenes ember levén, a sz.-gothárdi apáthoz folyamodott, ki őt atyai módon fogadván, szerzete köntösébe öltöztette; István pedig minden ősi örökségét, melly a pornói és monyorókeréki uradalmakból állott, a sz.-gothárdi monostorhoz kapcsolta. Mikor szakittatott el a pornói apátság s a monyorókeréki uradalom a szent-gothárdi cistercitáktól; az nem bizonyos, de hihető, hogy az 1532-ki kőszegi török-ostrom alkalmával történhetett, midön az ellenség e megyében mindent tűzzel, vassal pusztitott. Később, azaz 1643-ban a pornói uradalom a soproni jesuitáknak adatott; ezek eltöröltetése után majd a kamara, majd hg. Lichtenstein valának birtokában, most azonban főherczeg esztei Ferdinand birja.”
A falunak 1910-ben 696, többségben német lakosa volt, jelentős magyar kisebbséggel. A falut a trianoni békeszerződés értelmében Ausztriához csatolták, 1923-ban a magyar-osztrák határmegállapítási folyamat során népszövetségi döntés után került Magyarországhoz(lásd még Soproni népszavazás#). Az 1941. évi népszámlálás szerint a 632 fős lakosságból 467 német, 157 magyar, 7 horvát anyanyelvű, és 1 egyéb.
Egy erdészházban itt élt 1944-45. elején Páger Antal (színművész), aki 1944. augusztus 20-án családjával elhagyni kényszerült a fővárost, és Pornóapátiban telepedett le, majd az orosz intervenciós erők offenzívája után, 1945. március 28-ról 29-re virradó éjjel átlépte az osztrák határt. A színész Sopron, Győr, Szombathely színházaiba innen járt egy-egy előadásra.
2005-ben 220 millió forintból valósult meg osztrák példák alapján a Nyugat-Dunántúl első bio-falufűtőműve. Felépült egy 1,1 MW kapacitású biomasszán alapuló bio-szolár fűtőmű a hozzá tartozó hőtároló tartállyal, valamint a hőenergiát a lakossághoz eljuttató, 3,9 kilométer hosszú távhővezetékkel. A falufűtőmű elindításakor 86 lakossági és 11 közületi fogyasztó csatlakozott a rendszerre. 2005-ben adták át Pornóapáti és a szomszédos Horvátlövő községek közös új szennyvíztisztító telepét és a hozzá tartozó hálózatot, amelyet szintén a Phare CBC program támogatásával valósítottak meg. A beruházás teljes költségvetése 352 millió forint volt, amelynek 90%-át fedezte a Phare program és a kormányzati társfinanszírozás.
1922-ben Beled és Pornóapáti között Körmend felé, valamint a falu és Németlövő között Graz felé nyílt kiépített határátkelőhely, amelyek 1949-ben bezárásra kerültek. 2005-ben kezdődött a Körmendi utca és a Fő utca folytatásában is az utak helyreállítása. 2007-ben a Schengeni egyezményhez való csatlakozással a határok megnyíltak, majd 2009. december 4-én az osztrák oldalon is elkészültek a kapcsolódó útépítések. Az út ünnepélyes átadásával egyidőben új buszjárat indult a Németújvár – Pornóapáti – Felsőőr útvonalon, környezetbarát ökobuszok beállításával.

## Közélete

### Polgármesterei
- 1990–1994: Kiss Péter (független)[9]
- 1994–1998: Kiss Péter (SZDSZ)[10]
- 1998–2002: Tóth András (független)[11]
- 2002–2006: Purker Valter (független német kisebbségi)[12]
- 2006–2010: Purker Walter (független)[13]
- 2010–2013: Varga Zoltán Tibor (független)[14]
- 2013–2014: Kovácsné Fülöp Orsolya (független)[15][16]
- 2014–2019: Kovácsné Fülöp Orsolya (független)[17]
- 2019–2024: Fülöp Orsolya (független)[18]
- 2024– : Bokor Miklós (független)[1]

A településen 2013. július 21-én időközi polgármester-választást kellett tartani, mert a korábbi polgármester az év áprilisában elhunyt.

## Népesség
A település népességének változása:
| Lakosok száma | 398  | 395  | 416  | 343  | 347  | 358  | 391  |
|               | 2013 | 2014 | 2015 | 2021 | 2022 | 2023 | 2024 |

A 2011-es népszámlálás során a lakosok 88,7%-a magyarnak, 45,6% németnek, 1,1% horvátnak, 0,3% románnak, 0,3% szlovénnek mondta magát (11% nem nyilatkozott; a kettős identitások miatt a végösszeg nagyobb lehet 100%-nál). A vallási megoszlás a következő volt: római katolikus 73,6%, református 2,2%, felekezet nélküli 1,9% (19,8% nem nyilatkozott).
2022-ben a lakosság 96%-a vallotta magát magyarnak, 25,9% németnek, 1,2% románnak, 0,6% horvátnak, 5,2% egyéb, nem hazai nemzetiségűnek (3,7% nem nyilatkozott; a kettős identitások miatt a végösszeg nagyobb lehet 100%-nál). Vallásuk szerint 65,7% volt római katolikus, 2,9% ortodox, 1,4% református, 2% felekezeten kívüli (28% nem válaszolt).

## Nevezetességei
- Az Antiochiai Szent Margit tiszteletére szentelt római katolikus temploma 1780-ban épült. 1804-ben barokk, majd a 19. század végén eklektikus stílusban építették át. Tornyában az ország legrégebbi, 1492-ben öntött harangjával.[22] Oltárképét Dorfmeister István[23] festette.
- A templom előtti Szentháromság-szobor 1906-ban készült. Német nyelvű felirata az Amerikába vándorolt magyarok emlékét őrzi. A szoborral szemben látható országzászlós emlékmű, a trianoni békeszerződéssel Ausztriához csatolt község lakosságának hazafiasságára, az 1923-ban történt visszatérésre emlékeztet.